# Françoise Seillier
Françoise Seillier z domu Boju (ur. 30 stycznia 1945 w Nantes) – francuska polityk i działaczka katolicka, od 1994 do 1999 posłanka do Parlamentu Europejskiego IV kadencji.

## Życiorys
Z wykształcenia nauczycielka przedmiotów klasycznych. Była wiceprzewodniczącą francuskiego stowarzyszenia rodzin katolickich, należała do Opus Dei. Związała się z grupą „Combat pour les valeurs” Christine Boutin i Philippe'a de Villiersa, z której wykształciła się później partia Ruch dla Francji. W 1994 uzyskała mandat eurodeputowanej IV kadencji z ramienia Ruchu dla Francji. Należała do grupy Europa Narodów (1994–1996) oraz do frakcji Niezależni na rzecz Europy Narodów (1997–1999). Zasiadała m.in. w Komisji ds. Kultury, Młodzieży, Edukacji i Środków masowego przekazu, Komisji ds. Praw Kobiet, a także była wiceprzewodniczącą Delegacji do Wspólnej Komisji Parlamentarnej UE-Polska.

## Życie prywatne
Od 1966 jest żoną Bernarda Seilliera, byłego senatora i wiceprzewodniczącego Ruchu dla Francji. Mają razem piątkę dzieci, ich synem jest m.in. scenarzysta Bruno Seillier.